# Sudan (Texas)
Sudan es una ciudad ubicada en el condado de Lamb en el estado estadounidense de Texas. En el Censo de 2010 tenía una población de 958 habitantes y una densidad poblacional de 361,57 personas por km².

## Geografía
Sudan se encuentra ubicada en las coordenadas 34°3′59″N 102°31′27″O / 34.06639, -102.52417. Según la Oficina del Censo de los Estados Unidos, Sudan tiene una superficie total de 2.65 km², de la cual 2.65 km² corresponden a tierra firme y (0%) 0 km² es agua.

## Demografía
Según el censo de 2010, había 958 personas residiendo en Sudán. La densidad de población era de 361,57 hab./km². De los 958 habitantes, Sudan estaba compuesto por el 80.48% blancos, el 4.38% eran afroamericanos, el 1.67% eran amerindios, el 0.1% eran asiáticos, el 0% eran isleños del Pacífico, el 12.32% eran de otras razas y el 1.04% pertenecían a dos o más razas. Del total de la población el 38.73% eran hispanos o latinos de cualquier raza.